# Carmen Raisová
Carmen Raisová (7. února 1908 – ?) byla československá sportovní šermířka německé národnosti, která se specializovala na šerm fleretem. Jejím bratrem byl šermíř Václav Rais. Po uzavření manželství závodila pod jménem Carmen Slabochová a v období okupace jako Carmen Slaboch. Československo reprezentovala ve třicátých letech. Na olympijských hrách startovala v roce 1936 v soutěži jednotlivkyň. V Piešťanech v roce 1938 obsadila druhé místo na mistrovství světa v soutěži jednotlivkyň. Na konci druhé světové války utekla do západní okupační zóny. Stala se majitelkou sítě hotelů a později se vrátila do Československa a vdala se za vysokého komunistického funkcionáře. Až do své smrti žila v obci Horní Jiřetín na Mostecku.